# Friedrich Leibniz
Friederich Leibniz, nemški luteranec, odvetnik, notar, registrar in profesor moralne filozofije, * 24. november 1597, † 5. september 1652.

## Biografija
Rojen je bil v Altenburgu, Nemčija, sin Ambrosiusa Leibniza in Anne Deuerlin, iz Leipziga.
Leta 1622 je postal aktuar na Univerzi v Leipzigu. Njegova prva oženitev v letu 1625 je dal Friedrichu sina Johanna in hčerko Anno. Leta 1640 je pridobil pozicijo profesorja moralne filozofije. Ko se je znova poročil v 1644 z Catherine Schmuck, je Catherine povila sina Gottfried Wilhema, ki je pozneje postal znan filozof in matematik.
V svoji lasti je imel zbirko starodavnih knjig. Umrl je v  Leipzigu.